# キルスティン・ダンスト
キルステン・キャロライン・ダンスト（Kirsten Caroline Dunst, 1982年4月30日 - ）は、アメリカ合衆国の女優。子供のころからの愛称はキキ（Kiki）。これは子供のころ自分の名前が発音できず、キキと言っていたことから。

## 生い立ち
1982年4月30日にニュージャージー州ポイントプレサントに誕生する。父はハンブルク出身のドイツ人で母はドイツ系とスウェーデン系の血を引いている。1987年生まれの弟がいる。宗教はルーテル教会。2011年にドイツ国籍を取得。
1991年に母親と弟と共にロサンゼルスに移る。1995年に母親が離婚を申請し、両親は離婚。

## キャリア
3歳でフォード・モデルズやエリート・モデル・マネジメントと契約し、約70本のCMに出演。1989年公開にオムニバス映画『ニューヨーク・ストーリー』で、ウディ・アレンが監督した「Oedipus Wrecks」で映画デビュー。
1994年公開の『インタビュー・ウィズ・ヴァンパイア』で見せた少女吸血鬼クローディア役でボストン映画批評家協会賞助演女優賞などを受賞し、ゴールデングローブ賞助演女優賞にノミネートされた。また、同年公開の『若草物語』での演技も高く評価され、子役ながら注目を浴びた。その後も順調にキャリアを重ね、1999年公開の『キルスティン・ダンストの大統領に気をつけろ!』や2000年公開の『チアーズ!』がヒットし、ハリウッド期待の若手女優となる。1998年公開の『魔女の宅急便』（ディズニー版）では、キキの吹き替えをした。
2002年 - 2007年公開の『スパイダーマン』シリーズではヒロインのメリー・ジェーン・ワトソン役で出演。2006年公開の『マリー・アントワネット』で『ヴァージン・スーサイズ』以来のソフィア・コッポラとタッグを組み、タイトルロールのマリー・アントワネットを演じた。
2007年に短編映画『Welcome』で映画監督デビューを果たした。
2011年、ラース・フォン・トリアー監督の映画『メランコリア』に主演し、第64回カンヌ国際映画祭で女優賞を受賞した。
2015年、テレビドラマシリーズ『FARGO/ファーゴ』にレギュラー出演している。
2016年、第69回カンヌ国際映画祭のコンペティション部門の審査員に選出される。
2021年のジェーン・カンピオン監督作品『パワー・オブ・ザ・ドッグ』でアカデミー助演女優賞にノミネートされた。

## 私生活
『モナリザ・スマイル』で共演し交友のあったマギー・ギレンホールの弟、ジェイク・ギレンホールと何度かの交際と破局を繰り返した後、2005年末に完全に破局。2007年3月からイギリスのロックバンド、レイザーライトのジョニー・ボレルと交際していたが、破局した。
2017年、『FARGO/ファーゴ』で夫婦を演じたジェシー・プレモンスと婚約した。2018年5月、第1子が誕生した。2021年5月、第2子となるジェームズ・ロバートが誕生した。2022年7月、プレモンスと正式に結婚、ジャマイカで式を挙げた。
民主党支持者であり、2004年の大統領選挙ではジョン・ケリーを、2008年の大統領選挙ではバラク・オバマを支持した。
2008年2月にアルコール依存治療のため、ユタ州にあるリハビリ施設に入所した。入所理由は薬物治療ではなく、うつ状態の治療のためである。
2011年にドイツの市民権を獲得した。
2014年8月31日に発生した2014年iCloudからの著名人プライベート写真大量流出事件の被害者であるが、他に100人の有名人のプライベート写真が盗まれた可能性が浮上した後に、最初にAppleを公然と批判した被害者となった。自身のTwitterに「ありがとう。iCloud（この後ろにウンチの絵文字）」というコメントを投稿した。

## 主な出演作品
| 年   | 題名                                                                                              | 役名                           | 備考                                                                                      | 吹替                                                                     |
| ---- | ------------------------------------------------------------------------------------------------- | ------------------------------ | ----------------------------------------------------------------------------------------- | ------------------------------------------------------------------------ |
| 1989 | ニューヨーク・ストーリー New York Stories                                                         | リサの娘                       | クレジット表記なし                                                                        | （吹き替え版なし）                                                       |
| 1990 | 虚栄のかがり火 The Bonfire of the Vanities                                                        | キャンベル・マッコイ           |                                                                                           |                                                                          |
| 1993 | Darkness Before Dawn                                                                              | サンドラ・ガード (8歳)         | テレビ映画                                                                                | N/A                                                                      |
| 1993 | Sisters                                                                                           | 子猫マーゴリス                 | 2エピソード                                                                               | N/A                                                                      |
| 1993 | 新スタートレック Star Trek:The Next Generation                                                    | ヘルディル                     | テレビシリーズ (ゲスト出演)                                                               | 不明                                                                     |
| 1994 | 若草物語 Little Women                                                                             | エイミー・マーチ               |                                                                                           | 亀井芳子                                                                 |
| 1994 | インタビュー・ウィズ・ヴァンパイア Interview with the Vampire                                     | クローディア                   | ゴールデングローブ賞 助演女優賞ノミネート                                                 | 本多瑛未里（ソフト版） 矢島晶子（フジテレビ版） 大谷育江（テレビ東京版） |
| 1994 | 遺産相続は命がけ!? Greedy                                                                         | ジョリーン                     |                                                                                           | 不明                                                                     |
| 1994 | ジム・キャリーINハイ・ストラング High Strung                                                      | 少女                           | （吹き替え版なし）                                                                        |                                                                          |
| 1995 | ジュマンジ Jumanji                                                                                | ジュディ・シェパード           | 藤枝成子（VHS・DVD版） 川上とも子（BD版 水谷優子（フジテレビ版） 米丘ゆり（テレビ朝日版） |                                                                          |
| 1996 | Mother Night                                                                                      | 少女時代のレシ・ノース         | N/A                                                                                       |                                                                          |
| 1996 | The Siege at Ruby Ridge                                                                           | サラ・ウィーバー               | テレビ映画                                                                                | N/A                                                                      |
| 1996 | Touched by an Angel                                                                               | エイミー・アン・マッコイ       | 1エピソード                                                                               | N/A                                                                      |
| 1996 | ER緊急救命室 ER                                                                                   | チャーリー・チエミンゴ         | 6エピソード                                                                               | 坂本真綾                                                                 |
| 1997 | ウワサの真相/ワグ・ザ・ドッグ Wag the Dog                                                         | トレイシー・ライムス           |                                                                                           | 武田佳子                                                                 |
| 1997 | アナスタシア Anastasia                                                                            | 少女時代のアナスタシア         | 声の出演                                                                                  | 前田織里奈                                                               |
| 1997 | The Outer Limits                                                                                  | ジョイス・テイラー             | テレビシリーズ (ゲスト出演)                                                               | N/A                                                                      |
| 1997 | Gun                                                                                               | ソンドラ                       | 1エピソード                                                                               | N/A                                                                      |
| 1997 | ホーンテッド・ホテル Tower of Terror                                                              | アンナ・ピーターソン           |                                                                                           |                                                                          |
| 1997 | True Heart                                                                                        | ボニー                         | N/A                                                                                       |                                                                          |
| 1998 | 魔女の宅急便 Kiki's Delivery Service                                                              | キキ                           | 声の出演（英語版の吹き替え）                                                              | 高山みなみ（原語版）                                                     |
| 1998 | Fifteen and Pregnant                                                                              | ティナ・スパングラー           | テレビ映画                                                                                | N/A                                                                      |
| 1998 | ガールズ・ルール! 100%おんなのこ主義 The Hairy Bird                                               | ヴェリーナ・フォン・ステファン |                                                                                           | 園崎未恵                                                                 |
| 1998 | スモール・ソルジャーズ Small Soldiers                                                             | クリスティ・フィンプル         | 笠原弘子（VHS版） 小島幸子 （DVD版） 坂本真綾（日本テレビ版）                             |                                                                          |
| 1998 | The Animated Adventures of Tom Sawyer                                                             | ベッキー・サッチャー           | 声の出演                                                                                  | N/A                                                                      |
| 1999 | True Heart                                                                                        | ボニー                         |                                                                                           | N/A                                                                      |
| 1999 | キルスティン・ダンストの大統領に気をつけろ! Dick                                                  | ベティ・ジョブス               | 甲斐田裕子                                                                                |                                                                          |
| 1999 | わたしが美しくなった100の秘密 Drop Dead Gorgeous                                                  | アンバー                       | 小林優子                                                                                  |                                                                          |
| 1999 | ヴァージン・スーサイズ The Virgin Suicides                                                        | ラックス・リスボン             | 皆口裕子                                                                                  |                                                                          |
| 1999 | タイム・ラビリンス 時空の扉 The Devil's Arithmetic                                                | ハンナ・シュテルン             | テレビ映画                                                                                | （吹き替え版なし）                                                       |
| 2000 | Deeply                                                                                            | シリー                         |                                                                                           | N/A                                                                      |
| 2000 | チアーズ! Bring It On                                                                             | トランス・シップマン           | 石塚理恵                                                                                  |                                                                          |
| 2000 | デッド・ヒート・コネクション Luckytown                                                            | リッダ・ドイルズ               |                                                                                           |                                                                          |
| 2000 | クロウ 復讐の翼 The Crow: Salvation                                                               | エリン・ランドール             | 小島幸子                                                                                  |                                                                          |
| 2000 | Lover's Prayer はつ恋 Lover's Prayer                                                              | ジナイダ                       |                                                                                           |                                                                          |
| 2001 | ブロンドと柩の謎 The Cat's Meow                                                                   | マリオン・デイビス             | 魏涼子                                                                                    |                                                                          |
| 2001 | クレイジー/ビューティフル Crazy/Beautiful                                                         | ニコール・オークリー           |                                                                                           |                                                                          |
| 2001 | 恋人にしてはいけない男の愛し方 Get Over It                                                        | ケリー・ウッズ / ヘレナ        | 不明                                                                                      |                                                                          |
| 2002 | スパイダーマン Spider-Man                                                                         | メリー・ジェーン・ワトソン     | 岡寛恵                                                                                    |                                                                          |
| 2003 | モナリザ・スマイル Mona Lisa Smile                                                                | ベティ・ウォーレン             | 中村千絵（ソフト版・機内上映版 ）                                                         |                                                                          |
| 2003 | ケイナ Kaena: The Prophecy                                                                        | ケイナ                         | 声の出演                                                                                  |                                                                          |
| 2003 | 最高の人生 Levity                                                                                 | ソフィア・メリンジャー         |                                                                                           | 足立友                                                                   |
| 2004 | ウィンブルドン Wimbledon                                                                          | リジー・ブラッドベリー         | 中村千絵                                                                                  |                                                                          |
| 2004 | エターナル・サンシャイン Eternal Sunshine of the Spotless Mind                                    | メアリー・ スヴェヴォ          | 中村千絵                                                                                  |                                                                          |
| 2004 | スパイダーマン2 Spider-Man 2                                                                      | メリー・ジェーン・ワトソン     | 岡寛恵                                                                                    |                                                                          |
| 2005 | エリザベスタウン Elizabethtown                                                                    | クレア・コルバーン             | 園崎未恵                                                                                  |                                                                          |
| 2006 | マリー・アントワネット Marie-Antoinette                                                           | マリー・アントワネット         | 園崎未恵                                                                                  |                                                                          |
| 2007 | スパイダーマン3 Spider-Man 3                                                                      | メリー・ジェーン・ワトソン     | 岡寛恵（ソフト版） 北乃きい（日本テレビ版）                                               |                                                                          |
| 2008 | セレブ・ウォーズ 〜ニューヨークの恋に勝つルール〜 How to Lose Friends and Alienate People         | アリソン・オルセン             | 魏涼子                                                                                    |                                                                          |
| 2010 | 幸せの行方... All Good Things                                                                     | ケイティ・マッカートニー       | （吹き替え版なし）                                                                        |                                                                          |
| 2010 | パン屋再襲撃 The Second Bakery Attack                                                             | ナット                         | 短編映画                                                                                  | N/A                                                                      |
| 2011 | Fight for Your Right Revisited                                                                    | メタル・チック                 | 短編映画                                                                                  | N/A                                                                      |
| 2011 | メランコリア Melancholia                                                                          | ジャスティン                   | カンヌ国際映画祭女優賞受賞。                                                              | たなか久美                                                               |
| 2012 | Heroes & Demons                                                                                   | ナット                         | 短編映画                                                                                  | N/A                                                                      |
| 2012 | アップサイドダウン 重力の恋人 Upside Down                                                         | エデン                         |                                                                                           | 中村千絵                                                                 |
| 2012 | オン・ザ・ロード On the Road                                                                      | カミーユ                       | （吹き替え版なし）                                                                        |                                                                          |
| 2012 | バチェロレッテ あの子が結婚するなんて! Bachelorette                                               | レーガン                       | 園崎未恵                                                                                  |                                                                          |
| 2013 | ブリングリング The Bling Ring                                                                     | 本人役                         | カメオ出演                                                                                |                                                                          |
| 2013 | 俺たちニュースキャスター 史上最低!?の視聴率バトルinニューヨーク Anchorman 2: The Legend Continues | エル・トロージャス             | カメオ出演                                                                                | （吹き替え版なし）                                                       |
| 2014 | ギリシャに消えた嘘 The Two Faces of January                                                       | コレット・マクファーランド     |                                                                                           | 園崎未恵                                                                 |
| 2014 | Portlandia                                                                                        | キム                           | 1エピソード                                                                               | N/A                                                                      |
| 2015 | FARGO/ファーゴ Fargo                                                                              | ペギー・ブロムキスト           | テレビドラマシリーズ                                                                      | 石塚理恵                                                                 |
| 2016 | ミッドナイト・スペシャル Midnight Special                                                         | サラ・トムリン                 |                                                                                           |                                                                          |
| 2016 | ドリーム Hidden Figures                                                                           | ヴィヴィアン・ミッチェル       | 園崎未恵                                                                                  |                                                                          |
| 2017 | The Beguiled/ビガイルド 欲望のめざめ The Beguiled                                                 | エドウィーナ・ダブニー         | 園崎未恵                                                                                  |                                                                          |
| 2019 | ビカミング・ア・ゴッド On Becoming a God in Central Florida                                       | クリスタル・スタッブス         | テレビシリーズ 主演                                                                       | 斎藤恵理                                                                 |
| 2021 | パワー・オブ・ザ・ドッグ The Power of the Dog                                                     | ローズ・ゴードン               |                                                                                           | 園崎未恵                                                                 |
| 2024 | シビル・ウォー アメリカ最後の日 Civil War                                                         | リー・スミス                   |                                                                                           |                                                                          |
| TBA  | The Entertainment System Is Down                                                                  |                                |                                                                                           |                                                                          |